# 菲茨杰拉德号驱逐舰
菲茨杰拉德号驱逐舰（英語：USS Fitzgerald DDG-62）是美国海军第十二艘阿利·伯克级驱逐舰，以越戰時陣亡的美国海军上尉威廉·查尔斯·菲茨杰拉德（William Charles Fitzgerald）命名。
菲茨杰拉德号于1993年2月9日在缅因州巴斯的巴斯钢铁厂安放龙骨，1994年1月29日下水，1995年10月14日在罗得岛州纽波特服役，母港为加利福尼亚州圣迭戈的圣迭戈海军基地。
2004年9月30日，菲茨杰拉德号加入美国第七舰队，母港也变更为日本神奈川縣横须贺市的橫須賀海軍設施。
2009年4月23日，菲茨傑拉德號在中國黃海浮山湾參加中國人民解放軍海軍成立60周年海上閱兵。

## 撞船事件
2017年6月17日，菲茨傑拉德號在日本靜岡縣南伊豆町外海與日本郵船所租用的貨櫃輪ACX CRYSTAL相撞，該船為菲律賓籍註冊，於韓國製造，同時還有兩家外籍公司持有該船，事發當晚從大阪出發前往東京，當日凌晨正在進行U型迴轉的時候發生撞擊，已造成菲茨杰拉德号右舷側面大面積損壞，包含水下也有破損，艦上7人死亡、3人受傷。貨櫃輪上則無傷亡。
撞船事件後，美國海軍於同年8月17日追晉7名殉職士官兵，並以艦上人員有重大過失為由，解除艦長、副艦長、特級士官長與多名尉官的職務，另對九名士兵與值班人員施以行政處分。
受損的菲茨傑拉德號於7月11日緊急進入橫須賀海軍基地的船塢修理破損的船身，直到10月8日完修。但因艦上的神盾戰鬥系統組件也有受損，因此美國海軍租用半潛船於12月9日從橫須賀啟程將菲茨傑拉德號載回美國英格拉造船廠大修，預計將花費3億6,870萬美元。
1月20日 菲茨杰拉德號到達美國密西西比州的帕斯卡古拉港修復
右舷失蹤的AN/SLQ-32(V)2電子戰系統、嚴重扭曲的AN/SPY-1D雷達和在一號輔助輪機房（Auxiliary Machinery Room No.1）中泡水的Allison 501-K-34一號燃氣渦輪發動機（GTG-1）、一號配電盤（No.1 Ship Switchboard）、一號空調機（No.1 A/C Plant）和一號海水冷卻抽水機（No.1 Sewater Cooling Pump）都需要進行更換。
送回美國維修了2年多，總花費高達5億2300萬美元，2020年2月3日終於完成維修作業，已重新回到艦隊服役。